# Scinax cruentommus
Scinax cruentommus är en groddjursart som först beskrevs av William Edward Duellman 1972.  Scinax cruentommus ingår i släktet Scinax och familjen lövgrodor. IUCN kategoriserar arten globalt som livskraftig. Inga underarter finns listade i Catalogue of Life.